# 1. Fußball-Club Saarbrücken 1987-1988
Questa voce raccoglie le informazioni riguardanti il 1. Fußball-Club Saarbrücken nelle competizioni ufficiali della stagione 1987-1988.

## Stagione
Nella stagione 1987-1988 il Saarbrücken, allenato da Werner Fuchs, concluse il campionato di 2. Bundesliga al 13º posto. In Coppa di Germania il Saarbrücken fu eliminato al primo turno dal 1. FC Pforzheim.

## Rosa
| N. |                     | Ruolo | Calciatore           |
| -- | ------------------- | ----- | -------------------- |
|    | Germania (bandiera) | P     | Armin Reichel        |
|    | Germania (bandiera) | P     | Alfred Wahlen        |
|    | Germania (bandiera) | D     | Bertram Basenach     |
|    | Polonia (bandiera)  | D     | Wenanty Fuhl         |
|    | Germania (bandiera) | D     | Eugen Hach           |
|    | Bulgaria (bandiera) | D     | Nasko Jelev          |
|    | Germania (bandiera) | D     | Kurt Knoll           |
|    | Germania (bandiera) | D     | Hans-Jürgen Mund     |
|    | Germania (bandiera) | D     | Michael Nushöhr      |
|    | Germania (bandiera) | D     | Norbert Schlegel     |
|    | Germania (bandiera) | D     | Stefan Wächter       |
|    | Austria (bandiera)  | C     | Reinhold Hintermaier |
|    | Germania (bandiera) | C     | Bernd Leibrock       |

| N. |                        | Ruolo | Calciatore             |
| -- | ---------------------- | ----- | ---------------------- |
|    | Germania (bandiera)    | C     | Bernd Rohrbacher       |
|    | Germania (bandiera)    | C     | Kai Schmitt            |
|    | Germania (bandiera)    | C     | Theo Schneider         |
|    | Germania (bandiera)    | C     | Aron Schöpfer          |
|    | Germania (bandiera)    | C     | Burkhard Steiner       |
|    | Germania (bandiera)    | C     | Franz-Josef Steininger |
|    | Germania (bandiera)    | C     | Guido Szesni           |
|    | Inghilterra (bandiera) | A     | Robert Brace           |
|    | Germania (bandiera)    | A     | Peter Crhak            |
|    | Germania (bandiera)    | A     | Manfred Dum            |
|    | Germania (bandiera)    | A     | Thomas Heinz           |
|    | Serbia (bandiera)      | A     | Aleksandar Krstić      |
|    | Germania (bandiera)    | A     | Edgar Schmitt          |

## Organigramma societario
Area tecnica
- Allenatore: Werner Fuchs
- Allenatore in seconda:
- Preparatore dei portieri:
- Preparatori atletici:

## Calciomercato

### Sessione estiva
| Acquisti | Acquisti               | Acquisti             | Acquisti |
| R.       | Nome                   | da                   | Modalità |
| -------- | ---------------------- | -------------------- | -------- |
| A        | Manfred Dum            | Union Solingen       |          |
| D        | Eugen Hach             | Alemannia Aquisgrana |          |
| D        | Kurt Knoll             | Homburg              |          |
| A        | Aleksandar Krstić      | Derry City           |          |
| A        | Edgar Schmitt          | Salmrohr             |          |
| C        | Burkhard Steiner       | Wattenscheid 09      |          |
| C        | Franz-Josef Steininger | Union Solingen       |          |
| P        | Alfred Wahlen          | Salmrohr             |          |

| Cessioni | Cessioni            | Cessioni          | Cessioni |
| R.       | Nome                | a                 | Modalità |
| -------- | ------------------- | ----------------- | -------- |
| A        | Klaus Berge         | Schalke 04        |          |
| D        | Franco Foda         | Kaiserslautern    |          |
| A        | Norbert Hönnscheidt | Magonza           |          |
| D        | Michael Klinkert    | Schalke 04        |          |
| D        | Detsi Kruszyński    | Homburg           |          |
| A        | Christoph Mees      | Eintracht Treviri |          |

### Sessione invernale
| Acquisti | Acquisti        | Acquisti        | Acquisti |
| R.       | Nome            | da              | Modalità |
| -------- | --------------- | --------------- | -------- |
| D        | Nasko Jelev     | Lokomotiv Sofia |          |
| D        | Michael Nushöhr | Kaiserslautern  |          |

| Cessioni | Cessioni | Cessioni | Cessioni |
| R.       | Nome     | a        | Modalità |
| -------- | -------- | -------- | -------- |

## Risultati

### 2. Bundesliga

#### Girone di andata
| Arbitro: | Pauly |

|  |           |                    |
|  | Marcatori | 64’ Mattern 83’ Gu |

| Arbitro: | Amerell |

|                                                                                      |           |  |
| Steininger 7’ (aut.) Hein 45’ Kurtenbach 57’, 59’, 89’ (rig.) Grabosch 61’ Hotić 75’ | Marcatori |  |

| Arbitro: | Boos |

|  |           |                      |
|  | Marcatori | 15’ Golke 90’ Zander |

| Arbitro: | Malbranc |

|                  |           |                       |
| Dinauer 76’, 89’ | Marcatori | 38’ Dum 57’ Schneider |

| Arbitro: | Matheis |

|                 |           |  |
| Hintermaier 22’ | Marcatori |  |

| Arbitro: | Kriegelstein |

|                                 |           |  |
| Rudić 17’ (rig.), 54’ Spies 82’ | Marcatori |  |

| Arbitro: | Bauer |

|                                               |           |                       |
| Schlegel 22’ (rig.), 43’ (rig.) Schneider 31’ | Marcatori | 1’ Seufert 62’ Krüger |

| Arbitro: | Gochermann |

|          |           |                                   |
| Linz 90’ | Marcatori | 21’ (rig.) Schlegel 85’ Schneider |

| Arbitro: | Löwer |

|          |           |         |
| Sané 75’ | Marcatori | 41’ Dum |

| Arbitro: | Müller |

|                        |           |                            |
| Schneider 13’ Fuhl 54’ | Marcatori | 39’ Gebhardt 66’ Schneider |

| Arbitro: | Neumann |

|                                                               |           |                   |
| Delzepich 20’ Buschlinger 40’ Gries 52’ (rig.) Zimmermann 86’ | Marcatori | 31’ Mund 68’ Fuhl |

| Arbitro: | Steinborn |

|            |           |  |
| Krstić 65’ | Marcatori |  |

| Arbitro: | Albrecht |

|                        |           |                                         |
| Niggemann 5’ Fuchs 28’ | Marcatori | 30’ Hach 37’ Dum 83’ Brace 88’ Schlegel |

| Arbitro: | Fux |

|              |           |             |
| Schlegel 18’ | Marcatori | 65’ Laibach |

| Arbitro: | Wiesel |

|                                               |           |                          |
| Thomas 57’ Schütz 67’ Strack 77’ Seeliger 79’ | Marcatori | 16’ Schneider 51’ Krstić |

| Arbitro: | Strigel |

|                         |           |            |
| Krstić 11’ Dum 83’, 86’ | Marcatori | 41’ Kremer |

| Arbitro: | Dardenne |

|           |           |  |
| Myyry 45’ | Marcatori |  |

| Arbitro: | Schmidt |

|                             |           |  |
| Schlegel 83’ Steininger 90’ | Marcatori |  |

| Arbitro: | Kröger |

|                                                    |           |                                   |
| Kontny 17’ Kuhn 26’ (rig.) Kügler 53’ Jankovic 90’ | Marcatori | 31’ Schneider 33’, 52’ Rohrbacher |

#### Girone di ritorno
| Arbitro: | Kentsch |

|                                 |           |                              |
| Trunk 5’ Posniak 70’ Künast 70’ | Marcatori | 15’ Rohrbacher 21’ Schneider |

| Arbitro: | Richmann |

|           |           |              |
| Krstić 3’ | Marcatori | 36’ Allgöwer |

| Arbitro: | Fux |

|                 |           |  |
| Wenzel 12’, 34’ | Marcatori |  |

| Arbitro: | Albrecht |

|                                       |           |                         |
| Dum 64’, 90’ Rohrbacher 83’ Brace 85’ | Marcatori | 44’ Schüler 62’ Dinauer |

| Arbitro: | Birlenbach |

|                  |           |  |
| Gothe 11’ (rig.) | Marcatori |  |

| Arbitro: | Löwer |

|  |           |                           |
|  | Marcatori | 72’ Steubing 87’ Perfetto |

| Arbitro: | Schäfer |

|              |           |                                 |
| Jurgeleit 7’ | Marcatori | 17’ Fuhl 29’ Rohrbacher 77’ Dum |

| Arbitro: | Wittke |

|                             |           |                           |
| Schlegel 30’ (rig.) Dum 69’ | Marcatori | 16’, 34’ Glöde 45’ Helmer |

| Arbitro: | Correll |

|                     |           |         |
| Hach 27’ Krstić 66’ | Marcatori | 37’ Lay |

| Arbitro: | Gochermann |

|                   |           |         |
| Gebhardt 55’, 58’ | Marcatori | 27’ Dum |

| Arbitro: | Diekert |

|                       |           |                           |
| Fuhl 36’ Schlegel 59’ | Marcatori | 45’ Zimmermann 81’ Ritter |

| Arbitro: | Malbranc |

|          |           |            |
| Hahn 32’ | Marcatori | 59’ Szesni |

| Arbitro: | Rubel |

|                                         |           |  |
| Steininger 16’, 52’ Schlegel 70’ (rig.) | Marcatori |  |

| Arbitro: | Kruse |

|             |           |                |
| Laibach 90’ | Marcatori | 61’ Rohrbacher |

| Arbitro: | Dellwing |

|           |           |                                 |
| Krstić 1’ | Marcatori | 73’ (rig.) Demandt 84’ Backhaus |

| Arbitro: | Kröger |

|                        |           |                   |
| Kremer 28’ (rig.), 52’ | Marcatori | 42’ (rig.) Krstić |

| Arbitro: | Weber |

|                               |           |  |
| Rohrbacher 30’ Steininger 67’ | Marcatori |  |

| Arbitro: | Brückner |

|                |           |         |
| Kollenberg 82’ | Marcatori | 17’ Dum |

| Arbitro: | Fux |

|              |           |            |
| Schlegel 70’ | Marcatori | 43’ Kunkel |

### Coppa di Germania
| Arbitro: | Stocker |

|                                           |           |                        |
| Walz 12’ Pfirrmann 24’ Steiner 57’ (aut.) | Marcatori | 2’ Hintermaier 50’ Dum |

## Statistiche

### Statistiche di squadra
| Competizione      | Punti | In casa | In casa | In casa | In casa | In casa | In casa | In trasferta | In trasferta | In trasferta | In trasferta | In trasferta | In trasferta | Totale | Totale | Totale | Totale | Totale | Totale | DR  |
| Competizione      | Punti | G       | V       | N       | P       | Gf      | Gs      | G            | V            | N            | P            | Gf           | Gs           | G      | V      | N      | P      | Gf     | Gs     | DR  |
| ----------------- | ----- | ------- | ------- | ------- | ------- | ------- | ------- | ------------ | ------------ | ------------ | ------------ | ------------ | ------------ | ------ | ------ | ------ | ------ | ------ | ------ | --- |
| 2. Bundesliga     | 34    | 19      | 9       | 5       | 5       | 31      | 24      | 19           | 3            | 5            | 11           | 26           | 43           | 38     | 12     | 10     | 16     | 57     | 67     | -10 |
| Coppa di Germania | -     | 0       | 0       | 0       | 0       | 0       | 0       | 1            | 0            | 0            | 1            | 2            | 3            | 1      | 0      | 0      | 1      | 2      | 3      | -1  |
| Totale            | 34    | 19      | 9       | 5       | 5       | 31      | 24      | 20           | 3            | 5            | 12           | 28           | 46           | 39     | 12     | 10     | 17     | 59     | 70     | -11 |

### Andamento in campionato
| Giornata  | 1  | 2  | 3  | 4  | 5  | 6  | 7  | 8  | 9  | 10 | 11 | 12 | 13 | 14 | 15 | 16 | 17 | 18 | 19 | 20 | 21 | 22 | 23 | 24 | 25 | 26 | 27 | 28 | 29 | 30 | 31 | 32 | 33 | 34 | 35 | 36 | 37 | 38 |
| --------- | -- | -- | -- | -- | -- | -- | -- | -- | -- | -- | -- | -- | -- | -- | -- | -- | -- | -- | -- | -- | -- | -- | -- | -- | -- | -- | -- | -- | -- | -- | -- | -- | -- | -- | -- | -- | -- | -- |
| Luogo     | C  | T  | C  | T  | C  | T  | C  | T  | T  | C  | T  | C  | T  | C  | T  | C  | T  | C  | T  | T  | C  | T  | C  | T  | C  | T  | C  | C  | T  | C  | T  | C  | T  | C  | T  | C  | T  | C  |
| Risultato | P  | P  | P  | N  | V  | P  | V  | V  | N  | N  | P  | V  | V  | N  | P  | V  | P  | V  | P  | P  | N  | P  | V  | P  | P  | V  | P  | V  | P  | N  | N  | V  | N  | P  | P  | V  | N  | N  |
| Posizione | 17 | 20 | 20 | 20 | 18 | 18 | 18 | 15 | 16 | 16 | 18 | 14 | 12 | 11 | 13 | 11 | 12 | 11 | 12 | 14 | 13 | 15 | 13 | 13 | 15 | 13 | 15 | 13 | 15 | 15 | 15 | 14 | 14 | 14 | 16 | 15 | 14 | 13 |

Legenda:

Luogo: C = Casa; T = Trasferta. Risultato: V = Vittoria; N = Pareggio; P = Sconfitta.

### Statistiche dei giocatori
| Giocatore      | 2. Bundesliga | 2. Bundesliga | 2. Bundesliga | 2. Bundesliga | Coppa di Germania | Coppa di Germania | Coppa di Germania | Coppa di Germania | Totale   | Totale | Totale      | Totale     |
| Giocatore      | Presenze      | Reti          | Ammonizioni   | Espulsioni    | Presenze          | Reti              | Ammonizioni       | Espulsioni        | Presenze | Reti   | Ammonizioni | Espulsioni |
| -------------- | ------------- | ------------- | ------------- | ------------- | ----------------- | ----------------- | ----------------- | ----------------- | -------- | ------ | ----------- | ---------- |
| B. Basenach    | 26            | 0             | 6             | 0             | 1                 | 0                 | 0                 | 0                 | 27       | 0      | 6           | 0          |
| R. Brace       | 18            | 2             | 1             | 0             | 0                 | 0                 | 0                 | 0                 | 18       | 2      | 1           | 0          |
| P. Crhak       | 2             | 0             | 0             | 0             | 0                 | 0                 | 0                 | 0                 | 2        | 0      | 0           | 0          |
| M. Dum         | 36            | 11            | 5             | 0             | 1                 | 1                 | 1                 | 0                 | 37       | 12     | 6           | 0          |
| W. Fuhl        | 33            | 4             | 3             | 1             | 1                 | 0                 | 0                 | 0                 | 34       | 4      | 3           | 1          |
| E. Hach        | 34            | 2             | 7             | 0             | 1                 | 0                 | 0                 | 0                 | 35       | 2      | 7           | 0          |
| T. Heinz       | 4             | 0             | 0             | 0             | 0                 | 0                 | 0                 | 0                 | 4        | 0      | 0           | 0          |
| R. Hintermaier | 17            | 1             | 3             | 0             | 1                 | 1                 | 1                 | 0                 | 18       | 2      | 4           | 0          |
| N. Jelev       | 9             | 0             | 1             | 0             | 0                 | 0                 | 0                 | 0                 | 9        | 0      | 1           | 0          |
| K. Knoll       | 20            | 0             | 4             | 0             | 0                 | 0                 | 0                 | 0                 | 20       | 0      | 4           | 0          |
| A. Krstić      | 22            | 7             | 4             | 0             | 0                 | 0                 | 0                 | 0                 | 22       | 7      | 4           | 0          |
| B. Leibrock    | 3             | 0             | 0             | 0             | 1                 | 0                 | 0                 | 0                 | 4        | 0      | 0           | 0          |
| H. Mund        | 17            | 1             | 1             | 0             | 1                 | 0                 | 0                 | 0                 | 18       | 1      | 1           | 0          |
| M. Nushöhr     | 16            | 0             | 2             | 0             | 0                 | 0                 | 0                 | 0                 | 16       | 0      | 2           | 0          |
| A. Reichel     | 13            | 0             | 0             | 0             | 0                 | 0                 | 0                 | 0                 | 13       | 0      | 0           | 0          |
| B. Rohrbacher  | 29            | 7             | 2             | 0             | 1                 | 0                 | 0                 | 0                 | 30       | 7      | 2           | 0          |
| N. Schlegel    | 36            | 10            | 2             | 0             | 1                 | 0                 | 0                 | 0                 | 37       | 10     | 2           | 0          |
| E. Schmitt     | 22            | 0             | 0             | 1             | 0                 | 0                 | 0                 | 0                 | 22       | 0      | 0           | 1          |
| K. Schmitt     | 2             | 0             | 0             | 0             | 1                 | 0                 | 0                 | 0                 | 3        | 0      | 0           | 0          |
| T. Schneider   | 21            | 7             | 4             | 0             | 1                 | 0                 | 0                 | 0                 | 22       | 7      | 4           | 0          |
| A. Schöpfer    | 1             | 0             | 0             | 0             | 0                 | 0                 | 0                 | 0                 | 1        | 0      | 0           | 0          |
| B. Steiner     | 30            | 0             | 6             | 0             | 1                 | 0                 | 1                 | 0                 | 31       | 0      | 7           | 0          |
| F. Steininger  | 35            | 4             | 4             | 0             | 0                 | 0                 | 0                 | 0                 | 35       | 4      | 4           | 0          |
| G. Szesni      | 10            | 1             | 3             | 0             | 0                 | 0                 | 0                 | 0                 | 10       | 1      | 3           | 0          |
| S. Wachter     | 5             | 0             | 0             | 0             | 0                 | 0                 | 0                 | 0                 | 5        | 0      | 0           | 0          |
| A. Wahlen      | 26            | 0             | 1             | 0             | 1                 | 0                 | 0                 | 0                 | 27       | 0      | 1           | 0          |